# Scofield (Utah)
Scofield es un pueblo, en el condado de Carbon en el estado estadounidense de Utah. En el año 2000 tenía una población de 28 habitantes y una densidad poblacional de 21,6 personas por km². El epónimo es del General Charles W. Scofield, contratista y minero de la localidad.

## Geografía
Scofield se encuentra ubicado en las coordenadas 39°43′36″N 111°9′37″O / 39.72667, -111.16028. Según la Oficina del Censo, la localidad tiene un área total de 1,3 km² (0,5 mi²), de la cual toda es tierra.

## Demografía
Según la Oficina del Censo en 2000, había 28 personas y 9 familias residentes en el lugar, 100% de los cuales eran personas de raza blanca.
Según la Oficina del Censo en 2000 los ingresos medios por hogar en la localidad eran de $26,250, y los ingresos medios por familia eran $28,750. Los hombres tenían unos ingresos medios de $26,250 frente a los $14,375 para las mujeres. La renta per cápita para la localidad era de $10,764. Alrededor del 9% de la población estaban por debajo del umbral de pobreza.